# رضاب (حبيش)

تعديل مصدري - تعديل

رضاب محلة تابعة لقرية برحات، التابعة لعزلة قحزة بمديرية حبيش إحدى مديريات محافظة إب في الجمهورية اليمنية، بلغ تعداد سكانها 66 حسب تعداد اليمن لعام 2004.